# Províncies de Salomó

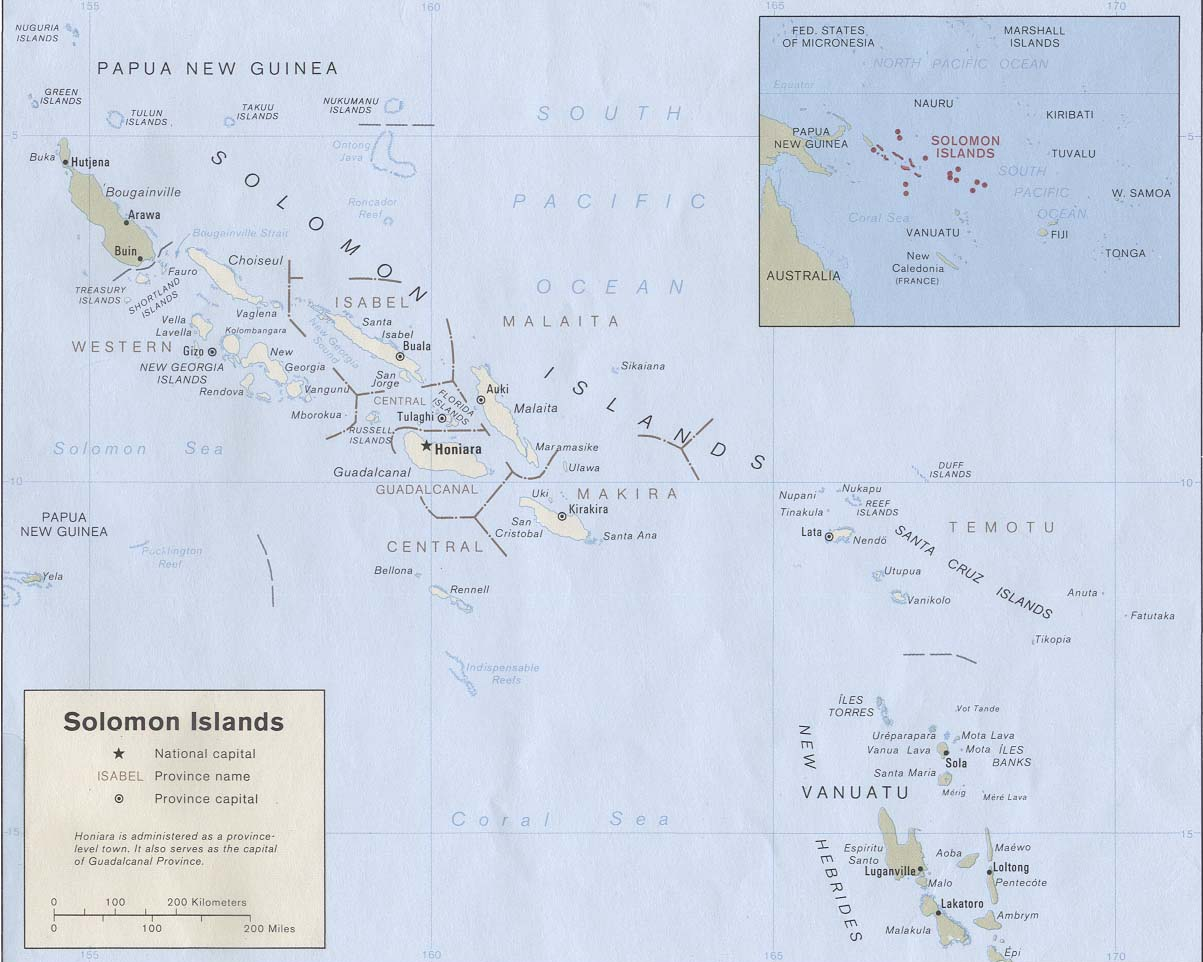
Províncies de Salomó el 1989

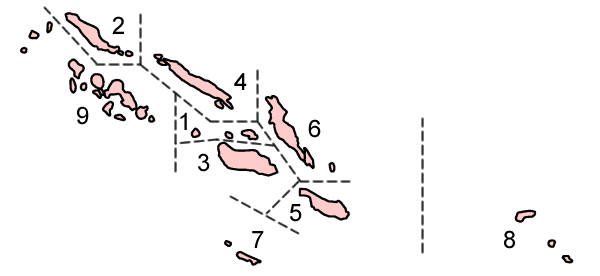
Províncies de Salomó, numerades en ordre alfabètic

Les Províncies de Salomó actuals són 9 i es tracta de la divisió territorial de Salomó. La capital del país, Honiara, a l'illa de Guadalcanal, està separada d'aquesta organització i s'administra com a Territori de la capital.

## Història
Durant el protectorat britànic hi havia 12 districtes administratius: Choiseul, Eastern Solomons, Gizo, Guadalcanal, Lord Howe, Malaita, Nggela i Savo, les Illes Rennell i Bellona, Santa Cruz, Shortlands, Sikaiana (Stewart), i Ysabel i Cape Marsh. La capital era Tulagi.
Després de la II Guerra Mundial, es va reorganitzar en 4 districtes, Central, Occidental, Oriental, and Malalaita. Aquests districtes es van dividir en consells. La capital es va traslladar a Honiara i fou l'organització territorial que Salomó tenien en el moment de la independència el 1978.
El 1981 es va reorganitzar l'administració territorial en set províncies: el districte central va donar la província Central, Isabel i Guadalcanal; el districte oriental va donar les províncies de Makira i Temotu; els disctrictes Occidental i Malalaita, van quedar-se igual i se'ls va canviar el nom a província. El 1983 els 22 quilòmetres quadrats de la capital, Honiara, es van extreure de Guadalcanal i es va crear el Territori de la capital, al mateix temps que la ciutat mantenia la capital de la província de Guadalcanal.
Finalment el 1995, Choiseul es va convertir en província a partir d'una part de la província Occidental i Rennell i Bellona es va separar de la província central, d'aquesta manera es va arribar al número 9 actual.

## Taula de províncies
| #   | Província                      | Capital     | Superfície (km²) | Població cens 1999 | Població per km² (1999) | Població estimada 2009 |
| --- | ------------------------------ | ----------- | ---------------- | ------------------ | ----------------------- | ---------------------- |
| 1   | Província Central              | Tulagi      | 615              | 21,577             | 35.1                    | 24,226                 |
| 2   | Província de Choiseul          | Taro Island | 3,837            | 20,008             | 5.2                     | 24,060                 |
| 3   | Província de Guadalcanal (1)   | Honiara     | 5,336            | 60,275             | 11.3                    | 79,555                 |
| 4   | Província d'Isabel             | Buala       | 4,136            | 20,421             | 4.9                     | 23,209                 |
| 5   | Província de Makira-Ulawa      | Kirakira    | 3,188            | 31,006             | 9.7                     | 38,123                 |
| 6   | Província de Malaita           | Auki        | 4,225            | 122,620            | 29.0                    | 143,852                |
| 7   | Província de Rennell i Bellona | Tigoa       | 671              | 2,377              | 3.5                     | 2,174                  |
| 8   | Província de Temotu            | Lata        | 895              | 18,912             | 21.1                    | 21,190                 |
| 9   | Província Occidental           | Gizo        | 5,475            | 62,739             | 11.5                    | 83,759                 |
| n/a | Territori de la Capital        | Honiara     | 22               | 49,107             | 2,232.1                 | 78,190                 |
|     | Salomó                         | Honiara     | 28,400           | 409,042            | 14.4                    | 518,338                |

(1) exclòs el Territori de la capital, Honiara